# Verena Pötzl
Verena Pötzl (* 10. April 1978 in Hall in Tirol) ist eine österreichische Sängerin.

## Leben und Wirken
Ihre Karriere als Sängerin begann Pötzl bei der Cover-Band Mango Deluxe.
2003 nahm sie bei der Castingshow Starmania des ORF teil, die von Arabella Kiesbauer moderiert wurde. Sie kam bis in die letzte Show am 23. Januar 2004 und gewann diese schließlich. Durch den Sieg erhielt sie einen Plattenvertrag.
Mit der ersten Single Addiction hatte sie im Februar 2004 auf Anhieb einen Nummer-eins-Hit in Österreich. Das dazugehörige Album Taken Unaware folgte im Mai desselben Jahres, das es bis auf Platz fünf der österreichischen Charts schaffte. Weitere Hits blieben jedoch aus.
Nach ihrer letzten Single Live Olympic im Februar 2006 hat Verena auf eigenen Wunsch ihre Musikkarriere ausgesetzt, um sich auf ihre Ausbildung als Kindergärtnerin zu konzentrieren. In einem Interview mit dem Standard meinte sie, sie sei froh, endlich aus den ORF-Verträgen heraus zu sein und in Tirol wieder die Musik machen zu können, die sie will.

## Diskografie
Alben
- Taken Unaware (2004)

Singles
- Addiction (2004)
- Close My Eyes (2004)
- Daddy Leave Mommy Alone (2004)
- La Ola (für die Tirola) (2005)
- Live Olympic (2006)
- Like an eagle (2007)